# Charlottenburgs slott
Charlottenburgs slott (tyska Schloss Charlottenburg) är ett slott som ligger i Charlottenburg i nordvästra Berlin och är en av Berlins främsta sevärdheter. Slottsmuseet inrymmer många av Preussens kungliga historiska samlingar, bland annat Preussens riksregalier.
I anslutning till slottet finns en stor slottspark.

## Historia

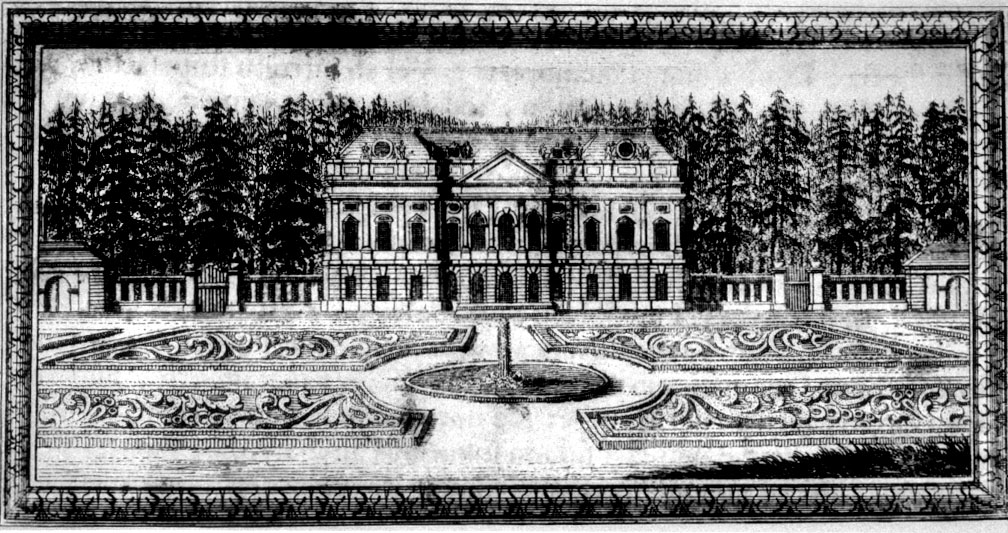
Det ursprungliga slottet omkring år 1700.

Charlottenburgs slott byggdes under namnet Lietzenburg som sommarresidens för kurfurstarna av Brandenburg. Slottet stod klart 1695 och arkitekt var Johann Arnold Nering. Efter att Fredrik III av Brandenburg i januari 1701 hade krönts till kung under namnet Fredrik I av Preussen, byggdes slottet ut på beställning av drottning Sophie Charlotte till en representativ anläggning, under ledning av Nerings efterträdare Johann Friedrich Eosander von Göthe. Efter drottningens död 1705 döptes slottet om till Charlottenburg.
Efter slaget vid Jena-Auerstedt 1806 ockuperades Charlottenburg av franska styrkor under Napoleon under två år. Napoleon bodde på Charlottenburgs slott medan franska trupper byggde upp ett arméläger.
Charlottenburgs slott förstördes till stora delar under andra världskriget. Efter kriget återuppbyggdes slottet. 

## Galleri

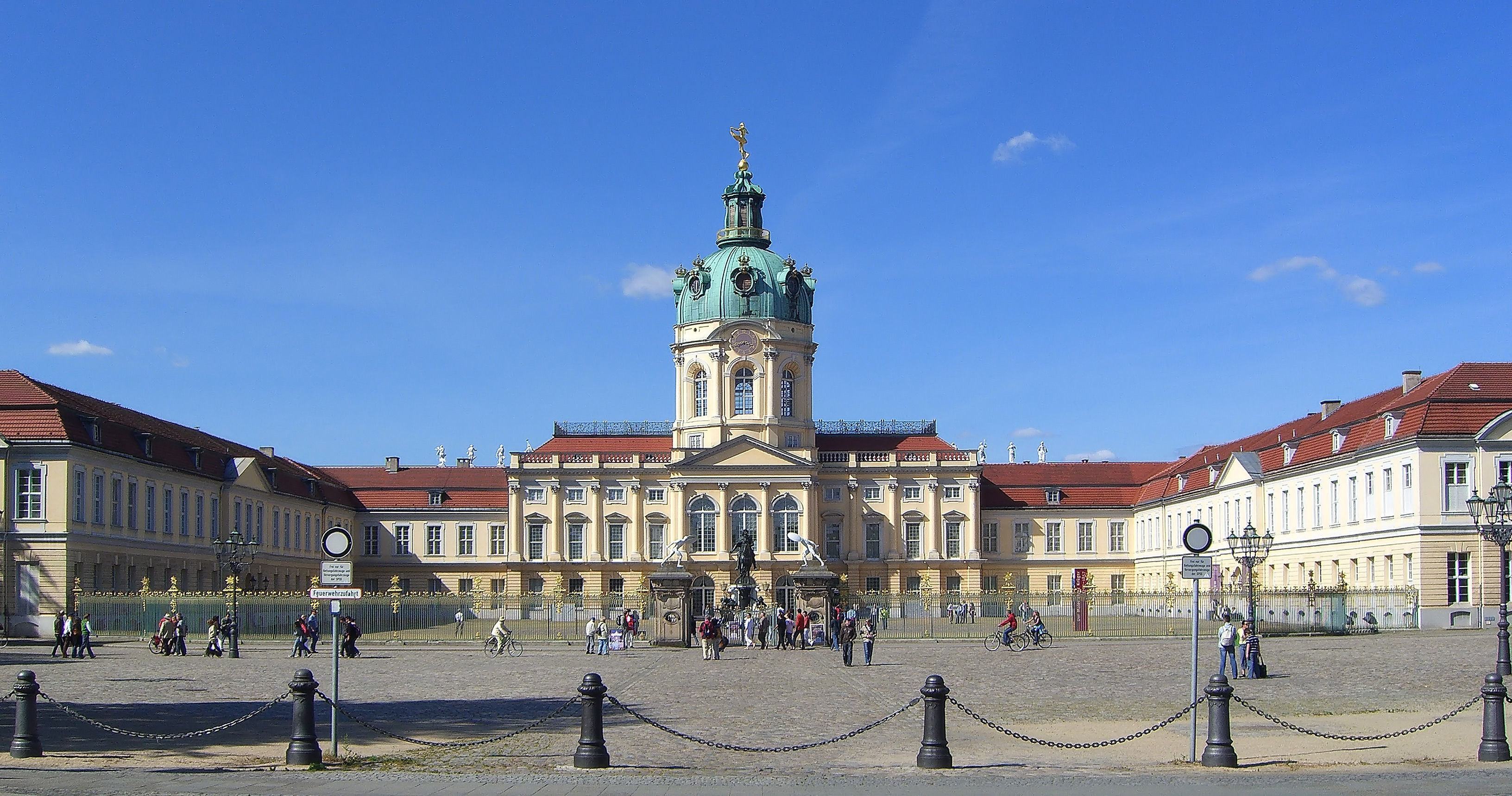
Slottsgården
Entrén
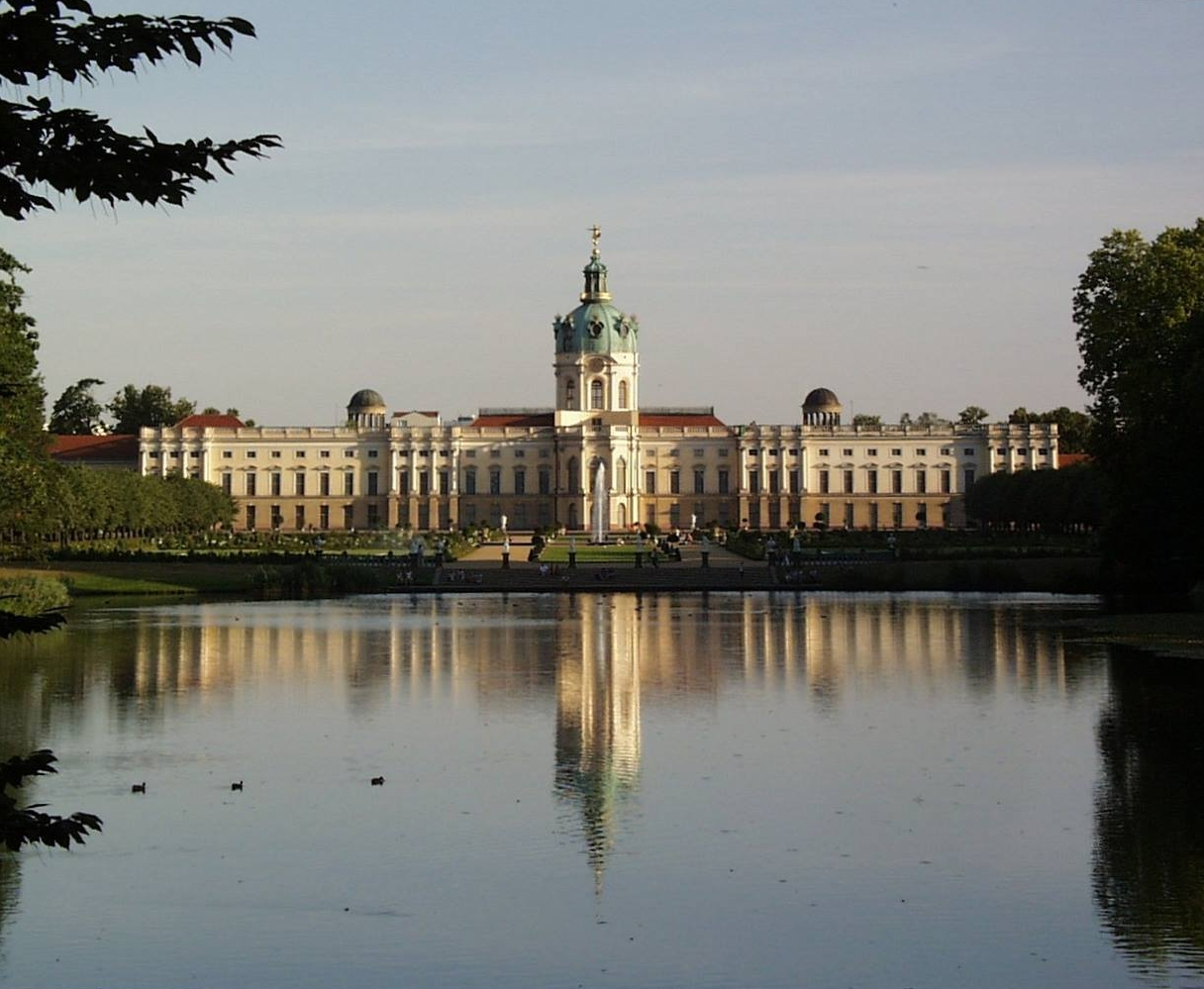
Charlottenburgs slott med sjö
Kurfurst Fredrik Vilhelm av Brandenburg-statyn
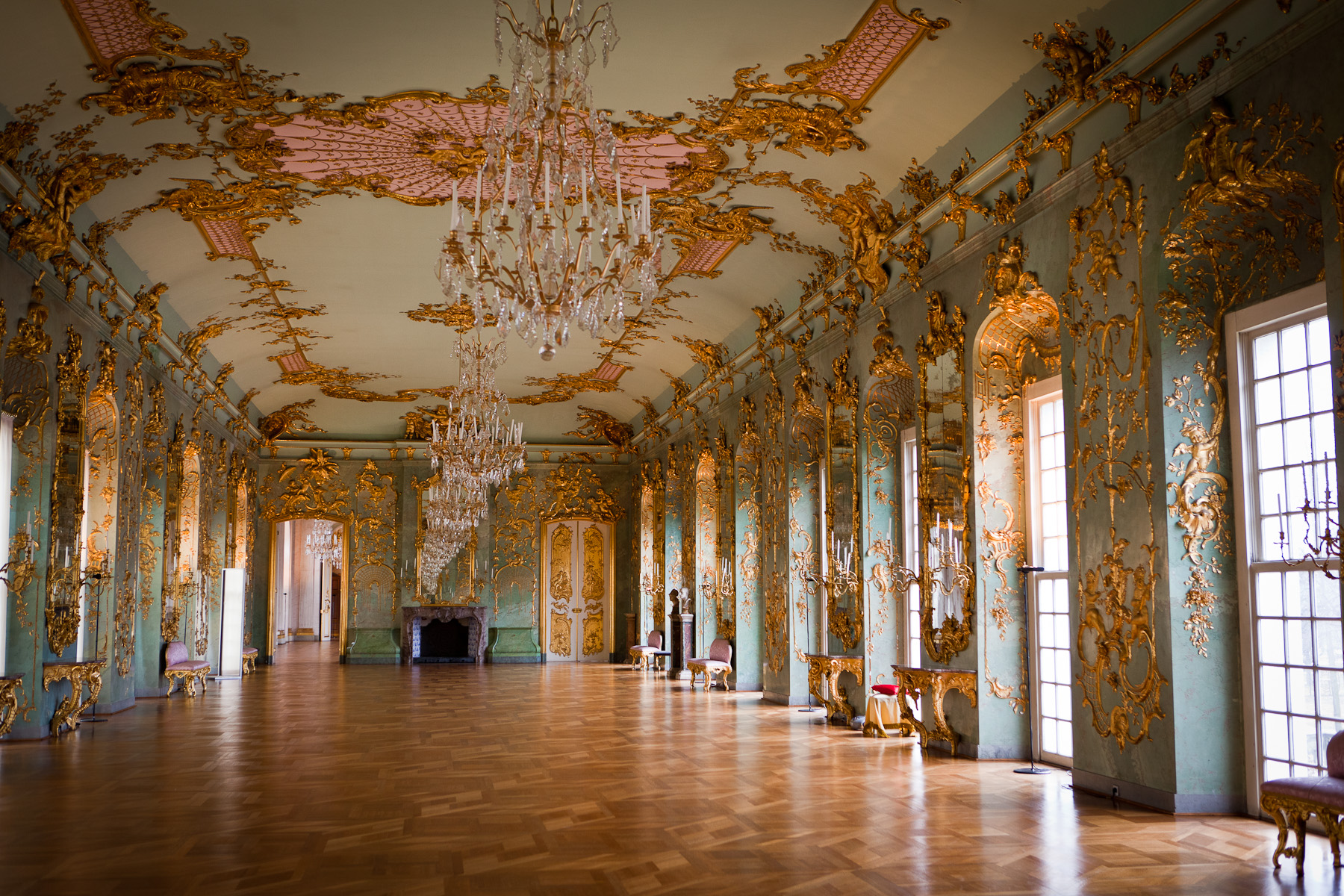
Insidan av slottet
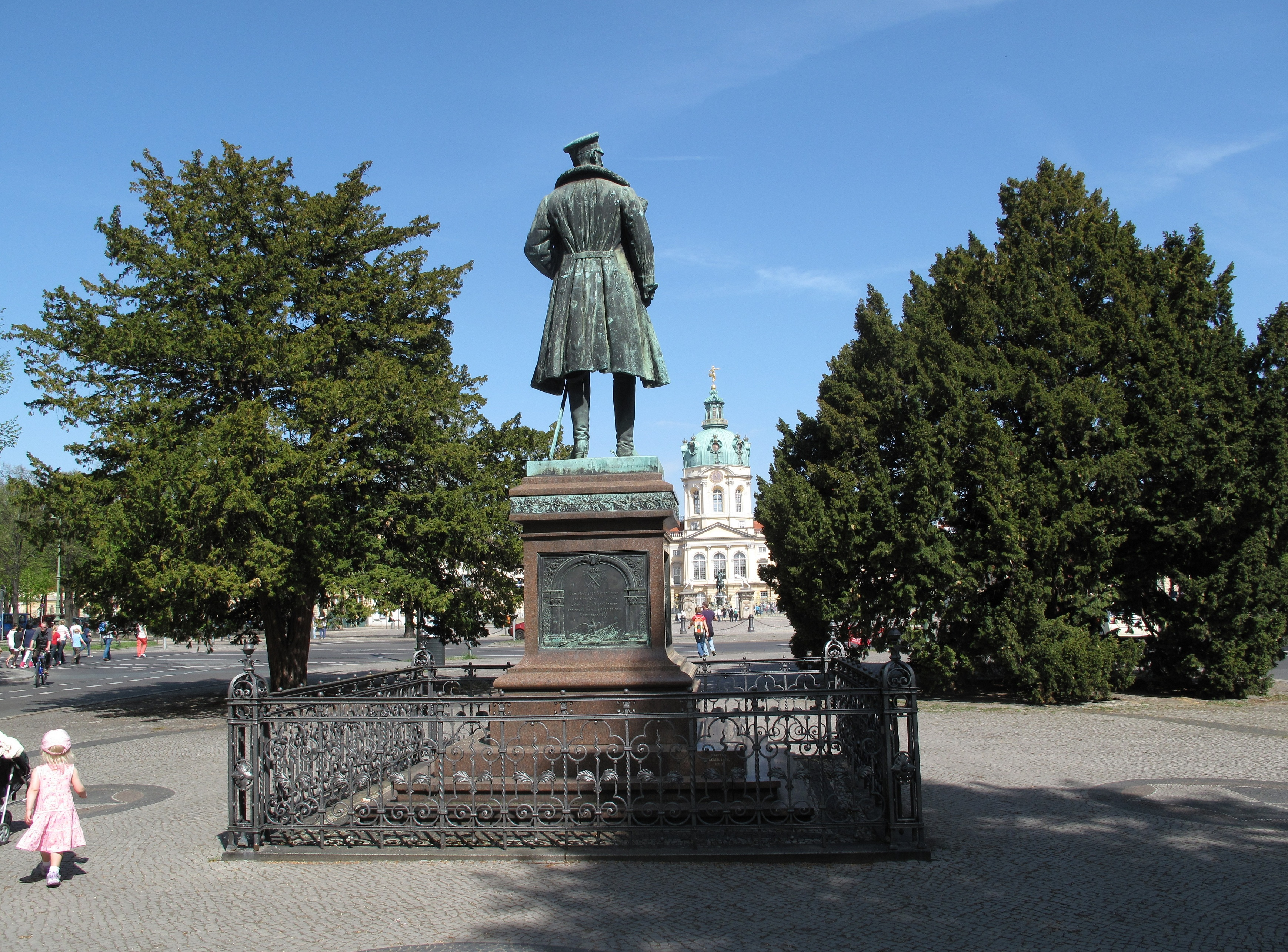
Prins Albrekt av Preussen-statyn

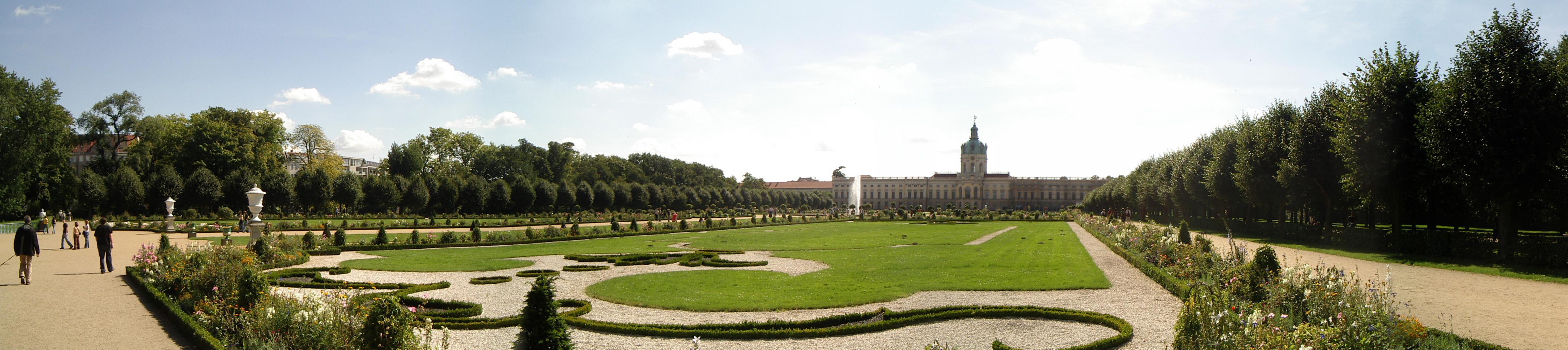
Charlottenburgs slottsträdgård